# الأحزاب السياسية في بلجيكا
بلجيكا هي دولة اتحادية ذات نظام سياسي متعدد الأحزاب، وفي الحقيقة لا يمكن لأي حزب من هذه الأحزاب أن يحصل على السلطة بمفرده، ومن ثم يجب أن يعمل بعضها مع بعض لتشكيل حكومات ائتلافية.
تنقسم جميع الأحزاب السياسية البلجيكية تقريبًا إلى مجموعات لغوية، إما أحزاب ناطقة باللغة الهولندية، أو أحزاب ناطقة بالفرنسية (أحزاب فرانكوفونية)، أو أحزاب ناطقة بالألمانية (أحزاب جيرمانوفونية).
تعمل الأحزاب الفلمنكية (الناطقة بالهولندية) في منطقة فلاندرز وفي إقليم بروكسل العاصمة. تعمل الأحزاب الفرانكوفونية في منطقة فالونيا وفي إقليم بروكسل العاصمة. وهناك أيضًا أحزاب تعمل في المجتمع الناطق بالألمانية الصغير نسبيًا.
منذ إنشاء الدولة البلجيكية في عام 1830 وطوال معظم القرن التاسع عشر، سيطر حزبان سياسيان على السياسة البلجيكية: الحزب الكاثوليكي (ذو التوجه نحو الكنيسة والمحافظ) والحزب الليبرالي (المعادي لرجال الدين والتقدمي). نشأ حزب العمال في أواخر القرن التاسع عشر ليمثل الطبقة العاملة الصناعية الناشئة. ما تزال هذه المجموعات الثلاثة تهيمن على السياسة البلجيكية، لكنها تطورت بشكل كبير في طباعها.

## وضع الحزب وتمويله
في بلجيكا، لا يُحدد وضع الأحزاب السياسية أو يُقرر بواسطة الدستور أو القوانين. ليس من الضروري حتى أن يكون الحزب منظمة رسمية أو أن يكون مسجلًا؛ بوسعه أن يكون موجودًا بموجب القانون. يستطيع أي شخص ببساطة الترشح للانتخابات من خلال تقديم قائمة انتخابية، بشرط أن يكون المرشحون مؤهلين وأن يدعم القائمةَ الأعضاءُ الحاليون في تلك الهيئة أو عدد معين من الناخبين.
ومع ذلك، نُظمت بعض الجوانب بشكل صارم في العقود الأخيرة. إن التمويل الخاص للأحزاب السياسية مقيد للغاية؛ يجري تمويل الأحزاب السياسية بشكل عام بناءً على عدد الأصوات التي حصلت عليها في الانتخابات بالإضافة إلى المجموعات البرلمانية (بإجمالي 70 مليون يورو تقريبًا سنويًا). يجري تنظيم نفقات الحملة الانتخابية خلال فترة معينة تسبق الانتخابات (بالهولندية: سبيربيريود، أي فترة الحظر).

يستخدم قانون 4 يوليو 1989 المتعلق بالنفقات الانتخابية (لانتخابات مجلس النواب) وتمويل الأحزاب التعريفَ الآتي للحزب السياسي:
رابطة للأشخاص الطبيعيين، سواء مع شخصية اعتبارية أو دونها، تشارك في الانتخابات التي يحددها الدستور والقانون، وتقدّم، وفقًا للمادة 117 من قانون الانتخابات، المرشحين لمنصب التمثيل في كل دائرة انتخابية في المجتمع أو المنطقة، وتهدف، في حدود الدستور والقانون والمرسوم والتشريع، إلى التأثير في التعبير عن الإرادة الشعبية بالطريقة التي توصف في موادها ومنهاجها.
يجب تعيين جمعية غير ربحية واحدة (اختصارها بالهولندية: vzw's/asbl) من أجل الحصول على تمويل عام وتوفير المحاسبة للجنة المراجعة. عادًة ما يكون للأحزاب السياسية الرئيسية العديد من الجمعيات غير الربحية الموجودة لتسهيل هيكلها الحزبي. على سبيل المثال، عندما قُدم حزب فلامس بلوك («الكتلة الفلمنكية») إلى المحكمة بسبب العنصرية في عام 2004، أدانت المحكمة في الواقع ثلاث جمعيات غير ربحية، وتأسس بعد ذلك حزب خليف هو فلامس بيلانغ («المصلحة الفلمنكية»).
هناك قوانين مشابهة من أجل النفقات الانتخابية في انتخابات البرلمان الأوروبي، والانتخابات الإقليمية، والانتخابات المحلية.

## الأيديولوجيات أو الفئات الرئيسية

### الكاثوليك/الديمقراطيون المسيحيون
بعد الحرب العالمية الثانية، قطع الحزب الكاثوليكي (الديمقراطي المسيحي الآن) علاقته الرسمية مع الكنيسة. وأصبح حزب الوسط الجماهيري.
في عام 1868، انقسم الحزب الديمقراطي المسيحي إلى حزبين مستقلين، استجابة للتوترات اللغوية في البلاد: الحزب الاجتماعي المسيحي (بّي إس سي) في المناطق البلجيكية الناطقة بالفرنسية، وحزب الشعب المسيحي (سي في بّي) في فلاندرز. يتبع الحزبان ذات السياسات الأساسية، لكنهما يحافظان على منظمات منفصلة. إن حزب الشعب المسيحي هو الأكبر بين الاثنين، إذ يحصل على أكثر من ضعف عدد الأصوات التي يحصل عليها الحزب الاجتماعي المسيحي. رئيس الحزب الكاثوليكي الفلمنكي هو فوتر بيكي الآن. جويل ميلكيه عضو البرلمان وعضو بلدية بروكسل هي رئيسة الحزب الكاثوليكي الفرانكفوني. بعد الانتخابات العامة لعام 1999، عُزل حزبا سي في بّي وبّي إس سي من منصبهما، ما أدى إلى إنهاء 40 عامًا في مقاعد الحكومة. في عام 2001، تغير اسم حزب سي في بّي إلى «الديمقراطيون المسيحيون والفلمنكيون (سي دي آند في)». في عام 1917، أصبح الجناح الألماني في حزب بّي إس سي مستقلًا وحصل على اسم الحزب الاجتماعي المسيحي. في عام 2002، غيّر الحزب اسمه أيضًا إلى الوسط الديمقراطي الإنساني (سي دي إتش).
بعد الخسائر الكبيرة في الانتخابات العامة لعام 1999، حين طُرد كل من حزبي سي في بّي وَبّي إس سي إلى مقاعد المعارضة، قرر بعض أعضاء الأحزاب مغادرة الأحزاب الأم من أجل تشكيل حزب ليبرالي محافظ جديد. في فلاندرز، أسس يوهان فان هيك وكاريل بينكتسن حزب الديمقراطيون المسيحيون الجدد (إن سي دي). في فالونيا، أسس جيرارد ديبريز حركة المواطنين من أجل التغيير (إم سي سي). سرعان ما انضم كلا الحزبين إلى الأحزاب الليبرالية الرئيسية، على التوالي «الليبراليون والديمقراطيون الفلمنكيون (في إل دي)» في فلاندرز و«الحركة الإصلاحية» في فالونيا.

### الاشتراكيون/الديمقراطيون الاشتراكيون
الأحزاب الاشتراكية البلجيكية الحديثة هي سليلة حزب العمال البلجيكي، وقد فقدت الكثير من توجهاتها الماركسية المبكرة. إنها الآن بشكل أساسي أحزاب عمالية مماثلة للحزب الاشتراكي الديمقراطي الألماني والحزب الاشتراكي الفرنسي. كان الاشتراكيون جزءًا من العديد من حكومات ما بعد الحرب وأنتجوا بعضًا من أبرز رجال الدولة في البلاد. انقسم الاشتراكيون أيضًا على أسس لغوية في عام 1978. جون كرومبيه هو الرئيس الحالي للحزب الاشتراكي الفلمنكي، وإيليو دي روبو هو الرئيس الحالي للاشتراكيين الفرانكوفونيين. بشكل عام، يميل الاشتراكيون في والون إلى التركيز على القضايا المحلية. في ثمانينيات القرن العشرين، ركز الاشتراكيون الفلمنكيون بشدة على القضايا الدولية، وعلى الأمن في أوروبا على وجه الخصوص، حيث عارضوا سياسات الولايات المتحدة بشكل متكرر. ومع ذلك، أجرى الحزب، مع وزراء الخارجية الاشتراكيين الفلمنكيين ويلي كلايس، ثم فرانك فاندربروك، ثم إريك ديريك، تحولًا كبير إلى الوسط بتبني مواقف أقل إثارة للجدل حول قضايا السياسة الخارجية.
يتمركز الحزب الاشتراكي (بّي إس) الفرانكفوني بشكل أساسي في المدن الصناعية في فالونيا (لياج، وشارلوروا، ومونس). إن دعم الاشتراكيين الفلمنكيين أقل تركيزًا على المستوى الإقليمي. غيّر الاشتراكيون الفلمنكيون اسم حزبهم إلى الحزب الاشتراكي الآخر (إس بّي. إيه) في عام 2002.
في الآونة الأخيرة، وبسبب الادعاءات الشعبية حول «موقف الحزب الاشتراكي الضئيل جدًا» في العديد من القضايا السياسية، انشق حزب متطرف عن الحزب الأم وشكّل اللجنة السياسية الأخرى (سي إيه بّي) بدعم من أحزاب يسارية أصغر. داخل الحزب الاشتراكي الآخر، يحاول الجناح الأحمر (جناح الشباب في الحزب الاشتراكي) الأكثر ماركسية تغيير مسار الحزب.

### الليبراليون
اجتذبت الأحزاب الليبرالية بشكل رئيسي رجال الأعمال، وأصحاب الممتلكات، وأصحاب المتاجر، والعاملين لحسابهم الخاص عمومًا. في المصطلحات المستخدمة بشكل عام في البلدان الناطقة باللغة الإنجليزية، أُطلق على الليبراليين البلجيكيين «المحافظون المعتدلون»، و«المحافظون الماليون»، و«الليبراليون الاجتماعيون».
هناك حزبان ليبراليان تشكّلا على أسس لغوية: «الليبراليون والديمقراطيون الفلمنكيون المتحررون (في إل دي المتحررون)» الذين فتحوا صفوفهم أمام منشئي اتحاد الشعب (الفولكسوني)، والمنشقون عن «الديمقراطيون المسيحيون والفلمنكيون (سي دي آند في)» قبل بضعة سنوات الذين تمكنوا من كسر هيمنة حزب «سي دي آند في» على السياسة البلجيكية في عام 1999. تترأس جويندولين روتن حزب في إل دي المتحرر حاليًا. تُعد حركة الإصلاح (إم آر) الطرف المقابل على الجانب الفرانكفوني، ويترأسها تشارلز ميشيل. «إم آر» هي اتحاد يتكون بشكل رئيسي من الحزب الإصلاحي الليبرالي (بّي آر إل) السابق، وتتكون أيضًا من حزب الحرية والتقدم (بّي إف إف) الجيرمانوفوني (الناطق بالألمانية)، وتشمل أخيرًا الانقسام الديمقراطي المسيحي المسمى حركة المواطنين من أجل التغيير (إم سي سي). كانت تشمل في السابق أيضًا جبهة الفرانكفونيين الديمقراطية (إف دي إف) المتمركزة في بروكسل حتى شهر سبتمبر من عام 2012، والتي تُعد الآن حزبًا مستقلًا.
في الآونة الأخيرة، واجه الحزب الليبرالي الفلمنكي العديد من المسؤولين المنتخبين رفيعي المستوى الذين انفصلوا عن الحزب من أجل تأسيس أحزاب «ليبرالية يمينية» جديدة: وارد بايسين (النداء الليبرالي، إل إيه)، والسيناتور ليو خوفارتس (فيليخ بلاو؛ الأزرق الآمن) ، والسيناتور هوخو كوفليرش (في إل أو تي تي؛ الفلمنكية، الليبرالية، الاعتمادية، التسامح، الشفافية)، وعضو مجلس إدارة في إل دي باودفين بوكارت (كاسادرا في زد في)، والسيناتور جان ماري ديديكر (قائمة ديديكر، إل دي دي).

### الشيوعيون
تأسس أول حزب شيوعي في بلجيكا على يد العناصر الأكثر راديكالية (تطرفًا) في حزب العمال البلجيكي في عام 1921، وسُمي الحزب الشيوعي البلجيكي (كي بّي بي- بّي سي بي). كان الحزب عضوًا في الكومنترن (الشيوعية الدولية) ودخل إلى البرلمان في عام 1925. حصل على أعلى نتيجة له في انتخابات ما بعد الحرب لعام 1946، حين حظي بـ12.7% من الأصوات الشعبية وشارك في الحكومة الائتلافية المقبلة. مع بداية الحرب الباردة، بدأ الحزب يفقد أهميته، ولم يعد الحزب ممثلًا في البرلمان البلجيكي بعد انتخابات عام 1985. حل الحزب نفسه في النهاية في عام 1989، لكن كان هناك حزبان صغيران يران نفسيهما خليفة للحزب هما الحزب الشيوعي (كي بّي) في فلاندرز والحزب الشيوعي (بّي سي) في فالونيا.
كانت حركة كل السلطة للعاملين (أمادا- تي بّي أو) الحركة الأكثر نجاحًا التي ظهرت في بلجيكا، وذلك في نهاية ستينيات القرن العشرين خلال فترة احتجاجات الطلاب في جامعة لوفين. في عام 1979، تطورت هذه الحركة لتصبح حزب العمال البلجيكي (بّي في دي إيه- بّي تي بي)، الذي يُعد حاليًا أكبر حزب شيوعي في بلجيكا ويُمثل في العديد من المجالس البلدية والمحلية، وفي مجلس نواب بلجيكا، والبرلمان الفلمنكي، وبرلمان فالونيا، وبرلمان بروكسل. تشمل الأحزاب الشيوعية واليسارية المتطرفة الأخرى: الرابطة الشيوعية الثورية (إل سي آر- إس إيه بّي) التروتسكية والحزب الاشتراكي اليساري (إل إس بّي- بّي إس إل).

### الأحزاب الإقليمية
كانت إحدى الظواهر المحددة في بلجيكا ظهور أحزاب ذات قضية واحدة كان سببها الوحيد هو الدفاع عن المصالح الثقافية والسياسية والاقتصادية لإحدى المناطق أو المجموعات اللغوية في المجتمع البلجيكي (راجع الحركة الفلمنكية).
جذب اتحاد الشعب (الفولكسوني؛ في يو)، وهو الحزب الإقليمي الفلمنكي الأكثر تشددًا في البرلمان خلال خمسينيات القرن العشرين وستينياته، ذات مرة ما يقرب من ربع الناخبين البلجيكيين الناطقين بالهولندية بعيدًا عن الأحزاب التقليدية. كان اتحاد الشعب في طليعة الحملات الانتخابية الناجحة لدى السكان الفلمنكيين في البلاد من أجل التكافؤ الثقافي والسياسي مع السكان الناطقين باللغة الفرنسية الذين كانوا مهيمنين منذ فترة طويلة. ومع ذلك، عانى الحزب في الانتخابات الأخيرة انتكاساتٍ شديدة. تفكك الحزب في شهر أكتوبر من عام 2001. أسس الجناح الليبرالي اليساري سبيريت (الروح)، الذي سُمي لاحقًا الحزب الليبرالي الاجتماعي، في حين استمر الجناح القومي الفلمنكي الأكثر تقليدية تحت راية التحالف الفلمنكي الجديد (إن- في إيه). بعد نتيجة مخيبة للآمال في الانتخابات الإقليمية لعام 2009، قرر الحزب الليبرالي الاجتماعي الاندماج مع علماء البيئة الفلمنكيين في حزب غرون! (الخضر!). من ناحية أخرى، شكل إن- في إيه تحالفًا انتخابيًا مع سي دي آند في منذ عام 2004 وحتى عام 2008. بعد هذه الفترة، نمت شعبية الحزب بشكل كبير وأصبح أكبر حزب فلمنكي. فاز تحالف إن- في إيه في الانتخابات الفيدرالية لعام 2010 بنسبة 28% من الأصوات الفلمنكية (17.4% من إجمالي الأصوات)، وفي انتخابات البرلمان الفلمنكي لعام 2014 بنسبة 31.9% من الأصوات. يقود بارت دي فيفر تحالفَ إن- في إيه، والذي كان عمدة مدينة أنتويرب منذ عام 2013. كان خيرت بورجوا، عضو إن- في إيه، الوزير-الرئيس للحكومة الفلمنكية منذ عام 2014. ترتكز سياسات تحالف إن- في إيه في المقام الأول على الإصلاح الاقتصادي من خلال تفويض السلطة السياسية الموسعة ضمن نموذج الكونفدرالية البلجيكية للحوكمة، ولا تقترح الانفصال الكامل عن الكونفدرالية البلجيكية.
الفيدراليون الديمقراطيون الفلمنكيون (إف دي إف) هو حزب سياسي بلجيكي ناطق بالفرنسية في بروكسل يهدف إلى الدفاع عن الحقوق اللغوية للناطقين بالفرنسية وتوسيعها داخل بروكسل وحولها، وهو ينتمي إلى حركة الإصلاح، أحد أحزاب التحالف الليبرالي.
اتحاد الفرانكفونية (يو إف) هو قائمة انتخابية تجمع الأحزاب الفرانكوفونية البلجيكية الرئيسية للانتخابات الإقليمية في فلاندرز.

### الخضر
حقق الحزبان البيئيان الفلمنكي (أغاليف) والفرانكفوني (إيكولو) نجاحهما في البرلمان في عام 1981. يصب هذان الحزبان تركيزهما على القضايا البيئية وهما الناقدان الأكثر ثباتًا لسياسة الولايات المتحدة. بعد المكاسب الكبيرة التي تحققت في الانتخابات العامة لعام 1999، انضم الحزبان الأخضران إلى حكومة ائتلافية فيدرالية للمرة الأولى في تاريخهما، ولكنهما أُطيحا بعد الانتخابات التالية. غيّر أغاليف اسمه بعد ذلك ليصبح حزب غرون! (الخضر!) في عام 2003. في عام 2012، أسقط الحزب علامة التعجب، وهي العلامة التجارية الخاصة به، وواصل العمل باسم حزب غرون.

### القوميون
الحزب الفلمنكي الأول في بلجيكا هو فلامس بيلانغ، الذي تأسس في عام 2004، بعد أن أدانت المحكمة العليا سلفه بتهمة «التحريض الدائم على التمييز والعنصرية». في أقصى اليمين، بزغ حزب فلاندرز الانفصالي فلامس بلوك بثبات في ثمانينيات القرن العشرين وتسعينياته. تبقي الأحزاب الأخرى باستثناء حزب «في إل أو تي تي» الفورتايني على حزام صحي حول حزب فلامس بيلانغ كما فعلت مع حزب فلامس بلوك. مع أن الأحزاب الأخرى في بلجيكا تدعم القضايا الثقافية الفلمنكية والهولندية، فإن حزب فلامس بيلانغ هو الأكثر صرامة في السعي إلى تحقيق أجندة انفصالية، من أجل الاستقلال الفلمنكي.
في فالونيا، كانت الجبهة الوطنية (إف إن) أكبر الأحزاب المناهضة للمهاجرين الوالونيين. كانت رسميًا حزبًا ثنائي اللغة، ولكن في الواقع، كانت مجموعة نقية من الناطقين بالفرنسية، مع أنها دعمت الفيدرالية البلجيكية بالفعل.

### المجتمع الناطق بالألمانية
لا تلعب الأحزاب الناطقة بالألمانية دورًا مهمًا على المستوى الفيدرالي. الأحزاب الرئيسية الناطقة بالألمانية هي الحزب الاجتماعي المسيحي (سي إس بّي) الديمقراطي المسيحي، وحزب الحرية والتقدم (بّي إف إف) الليبرالي، والحزب الاشتراكي (إس بّي) الاشتراكي الديمقراطي، وجالية الناطقين بالألمانية (برو دي جي) الإقليمية.

## التحالفات
بعد تثبيت عتبة انتخابية قدرها 5%، مع تمويل خاص قريب من التمويل المحظور والتمويل العام فقط للأحزاب التي تملك ممثلًا واحدًا على الأقل في البرلمان، أقامت بعض الأحزاب الصغيرة تحالفات مع الأحزاب الأكبر والأكثر تقليدية، خاصة في المنطقة الفلمنكية. تبقى الاحزاب في أي تحالف مستقلة، لكنها ستقدم مرشحين في قائمة واحدة مشتركة في الانتخابات. بشكل عام، سيكون حصول الحزب/الأحزاب الأصغر على مقاعد مضمونًا، وسوف يُضمن للحزب الأكبر الحصول على حصة إجمالية أكبر من الأصوات. كان هذا صحيحًا بشكل خاص بالنسبة إلى تحالف سي دي آند في/إن- في إيه، إذ أصبح سي دي آند في أكبر حزب بموجب الأصوات في الانتخابات الإقليمية الفلمنكية. لم يحقق تحالف في إل دي/فيفانت أداءً جيدًا في صناديق الاقتراع. لم يتحقق تحالف إس بّي. إيه/سبيريت/غرون! المقترح، وبدلًا من ذلك، ذهب تحالف إس بّي. إيه/سبيريت إلى صناديق الاقتراع، مع أن هذا الاتفاق الثلاثي المقترح أصبح واقعيًا في بعض الدوائر على المستوى المحلي في الانتخابات البلدية في شهر أكتوبر من عام 2006.